# Md5sum
md5sum je počítačový program z balíku GNU coreutils, založený na kódování a ověřování 128bitové hašovací funkce MD5.
Používá se pro ověření při přenášení souboru (např. videa, či iso obrazu) a kontroly toho, že byl stažen správně.
Spolu se samotným souborem si stáhnete i soubor se stejným jménem, ale i příponou .md5, který obsahuje hash souboru. V případě jakékoliv změny souboru během přenosu se bude výsledná hash lišit.

## Použití
Vytvoření souboru s kontrolním součtem:
```
$ md5sum soubor | tee soubor.md5
bea8252ff4e80f41719ea13cdf007273  soubor
```

Kontrola:
```
$ md5sum -c soubor.md5
soubor: OK
```

Pozn.: Příkaz lze typicky použít pro více souborů najednou.

## Jiné implementace
V operačních systémech rodiny BSD je k dispozici příkaz md5 s jiným formátem výstupu:
```
$ md5 soubor                                                    
MD5 (soubor) = bea8252ff4e80f41719ea13cdf007273
```

Parametr pro kontrolu souboru s hashem(i) je -C.